# シマー・ウィメン・アスリーツ
シマー・ウィメン・アスリーツ（Shimmer Women Athletes、略称：SWA、SHIMMER）は、アメリカ合衆国のイリノイ州を拠点としていたインディ女子プロレス団体。
デイブ・プラザックらにより2005年に"北米の女子レスラーらが性的に消費されずに本格的なプロレスを披露できる場"として設立された。これは当時のWWEのディーヴァ路線へのアンチテーゼである。
およそ3ヶ月に1回程度、大会が開かれ、そこでまとめて収録した試合をDVD化して販売するという形式を取っていた。提携団体であったROHでShimmer王座は防衛戦が行われていた。ナタリアや現WWEコーチのサラ・デル・レイらが参戦していた。
約15年間の活動後、2021年11月に団体は解散した。

## 歴史
2005年11月6日、旗揚げ戦を開催。
プロレスマネージャー兼コメンテーターのデイブ・プラザックとROHの女子レスラーであるアリソン・デインジャー（スティーブ・コリノの妹）が運営し、北米はもちろん国外の女子プロレスラーに試合の場を提供していた。ROHの姉妹団体でありROHやTNAで活躍する選手の参戦も多い。
2008年には女子プロレスラー養成所も設置されていた。
日本からも参戦も始まり、栗原あゆみ、大畠美咲、松本浩代、中川ともかが参戦していた。逆に「Joshi 4 Hope」にSHIMMERレギュラー選手が来日し、SHIMMERのタイトルマッチが組まれたこともあった。また、旗揚げ当初のREINAとも提携を結びケリー・スケーターが「SHIMMERからの刺客」として来日し、その後も常連外国人としてスターダムなどに参戦している。
2012年7月20日に姉妹団体としてインターネットPPV「Shine（シャイン・レスリング）」が旗揚げされた。月1回生中継されている。

## タイトル
- SHIMMER王座
- SHIMMERタッグ王座
- HEART of SHIMMER王座

## 参戦選手
- アメージング・コング
- アリソン・デインジャー
- ダーク・エンジェル
- ミスシェフ
- チアリーダー・メリッサ
- ルフィスト
- マリア・ホサカ
- サラ・デル・レイ
- キャット・パワー
- チェリーボム
- マディソン・イーグル
- セリーナ・ディーブ
- ケリー・スケーター
- クリスティーナ・ヴォン・イーリー
- メルセデス・マルチネス
- コートニー・ラッシュ
- ミア・イム
- ニコル・マヒューズ
- ポーシャ・ペレス
- ジェニファー・ブレイク
- ベーダ・スコット（英語版）
- シ・ナ・ナ
- ヘイリー・ヘイトレッド
- シュー・ヤン
- キンバー・リー
- 浜田文子
- 大畠美咲
- 松本浩代
- 中川ともか
- 中島安里紗
- 桜花由美
- 華名
- Ray
- 水波綾
- 志田光
- アジャ・コング
- AKINO
- ダイナマイト関西
- 真琴
- 尾崎魔弓
- 大畠美咲
- 加藤園子
- Leon
- 藤本つかさ
- 栗原あゆみ
- 山縣優